# ماريانو فيلا
ماريانو فيلا (بالإنجليزية: Mariano Vella)‏ هو فلاح نيوزيلندي، ولد في 1855، وتوفي في 1929.